# Стил, Фредди
Фредди Стил (англ. Freddie Steele; 18 декабря 1912 — 22 августа 1984) — американский боксёр и киноактёр. Чемпион мира по боксу в среднем весе в 1936—1938 годах.

## Биография
Стил (настоящее имя Фредерик Эрл Бёрджетт) родился в Сиэтле, вырос в Такоме. В шесть лет он всерьёз загорелся идеей стать боксёром, с двенадцати стал заниматься в юношеском клубе под руководством тренера Дейва Миллера. В ноябре 1926 года он стал профессионалом, выступал в полулёгком весе. В начале профессиональной карьеры Стил имел 39 боёв без поражений, в боксёрских кругах был прозван «Убийцей из Такомы». Впервые он проиграл в шестираундовом поединке с Тони Портильо 17 декабря 1930 года, за день до своего 18-летия.
В 19 лет Стил стал выступать в полусреднем весе. В 1935 году, имея уже более сотни боёв за плечами, Фредди встретился на ринге с только начинавшим карьеру Фредом Апостоли, будущим чемпионом мира, и нанёс ему первое поражение в карьере. Дважды в течение 1936 года одолев Эдди Риско, Стил завоевал титул единого чемпиона мира в среднем весе. После двух лет успешной защиты титула Фредди 26 июля 1938 в присутствии 35 тыс. зрителей наконец уступил его Элу Хостаку. После этого боя он завершил боксёрскую карьеру. В 1941 году он вернулся на ринг ради боя с Джимми Касино, но после поражения окончательно завязал с боксом. За свою карьеру он провёл 138 боёв, в 124 одержал победу (в 62 нокаутом) и потерпел 6 поражений.
В 1940-х годах Стил снимался в кино, в основном в малозначительных ролях, часто даже не значился в титрах. Среди его работ в кино фильмы «Джентльмен Джим», «Слава герою-победителю», «История рядового Джо», «Я всегда одинок». В дальнейшем Стил вернулся в штат Вашингтон, владел рестораном в Вестпорте. Последние годы жизни он провёл в Абердине. В 1999 году Стил был включён в Международный зал боксёрской славы.